# XII Batallón Aéreo de Reemplazo
El XII Batallón Aéreo de Reemplazo (XII. Flieger-Ersatz-Abteilung) fue una unidad de la Luftwaffe de la Alemania nazi.

## Historia
Fue formado en abril de 1942 en Trier-Büren. En 1944 es trasladado a Fürth (Baviera).